# Collix stenoplia
Collix stenoplia là một loài bướm đêm trong họ Geometridae.